# Hermann Miele
Hermann Aloys Miele (* 18. Juni 1834 in Alme; † 19. Mai 1890 in Münster) war ein deutscher Kunstschreiner.

## Leben
Hermann Miele stammte aus Alme (Brilon), wo er den Beruf des Tischlers ausübte. Im Oktober 1858 heiratete er dort Elisabeth Recklas aus Neuenkirchen. Ihre Tochter Elisabeth wird 1863 in Münster geboren. Die Familie wohnte in der Wolbecker Straße 62 in Münster.
Hermann Miele wurde 55 Jahre alt.

## Schaffen

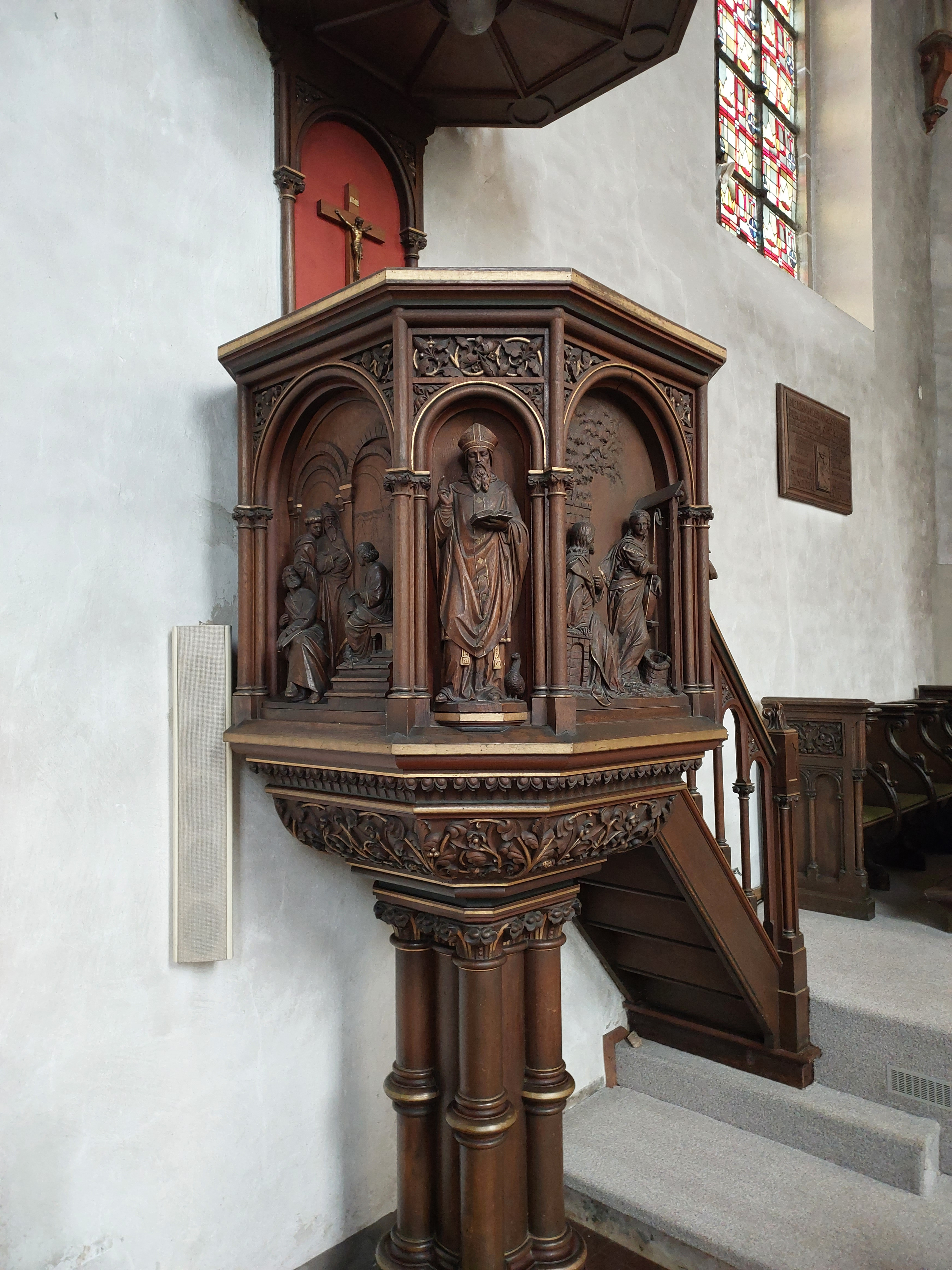
Kanzel in Hohenholte von 1890

In Publikationen wird Hermann Miele als Kunstschreiner bzw. Kunsttischler bezeichnet. Es sind meist Kanzeln und Altäre als Werke genannt, die Miele im Auftrag des Kirchenarchitekten Hilger Hertel ausführte. Die figürliche und bildhafte Ausstattung der Grundkonstruktion übernahm häufig der Bildhauer August Schmiemann. Gemeinsame Werke sind beispielsweise die Hochaltäre in der Kreuzkirche (Stromberg) und St. Georg (Hohenholte), der Josephsaltar in St. Peter (Recklinghausen), sowie die Kanzel in St. Clemens (Telgte).
Miele war 1878 an der Wiederherstellung des Gnadenbildes der Wallfahrtskirche Heilig-Kreuz in Stromberg beteiligt. Das Gnadenbild mit der versilberten Figur wurde im Jahr 1877 geraubt. Teile der Christusfigur wurden auf der Flucht von den Räubern fallen gelassen und konnten gerettet werden. Zur Wiederherstellung wurden diese Teile nach Münster geschickt, wo das Kruzifix vom Juwelier Osthues, dem Bildhauer Schmiemann und Kunstschreiner Miele instand gesetzt wurde.
Miele stellte Werke im Rahmen von Allgemeinen Kunstausstellungen in Münster aus.

### Werke (Auswahl)
- Hochaltar, Kreuzkirche in Stromberg (1879)[5]
- Josephsaltar, St. Peter in Recklinghausen (1883)[6]
- Hochaltar und Kanzel, St. Georg in Hohenholte (1890)[7]
- Schalldeckel der Kanzel, St. Remigius in Borken (1890)[8]
- Hochaltar, St. Gertrud in Horstmar (1890)[9]